# Олександрівська сільська рада (Слов'янський район)
| Олександрівська сільська рада — колишній орган місцевого самоврядування у ліквідованому Слов'янському районі Донецької області з адміністративним центром у c. Олександрівка. Сільській раді підпорядковані населені пункти: - c. Олександрівка - с. Новоселівка - с. Маячка - с. Троїцьке |

## Склад ради
Рада складається з 20 депутатів та голови.

## Керівний склад сільської ради
| ПІБ                           | Основні відомості                                                    | Дата обрання | Дата звільнення |
| ----------------------------- | -------------------------------------------------------------------- | ------------ | --------------- |
| Коваленко Ольга Володимирівна | Сільський голова, 1959 року народження, освіта, член Партії регіонів | 26.03.2006   | 31.10.2010      |
| Устінов Віктор Федорович      | Сільський голова, 1958 року народження, освіта вища, безпартійний    | 31.10.2010   |                 |

Примітка: таблиця складена за даними джерела